# علیرضا رستمی
 علیرضا رستمی یکی از بهترین  اینستاگرام  در باز گردانی پیج و کار بلد در ارتقا پجتون  میتونید ازش مشاوره بگیرید پیج :aalireza_rostami